# Hylomyscus stella
Hylomyscus stella é uma espécie de roedor da família Muridae.
Pode ser encontrada nos seguintes países: Burundi, Camarões, República Centro-Africana, República do Congo, República Democrática do Congo, Guiné Equatorial, Gabão, Quénia, Nigéria, Ruanda, Sudão, Tanzânia e Uganda.
Os seus habitats naturais são: florestas subtropicais ou tropicais húmidas de baixa altitude e regiões subtropicais ou tropicais húmidas de alta altitude.